# Wertzeichen
Wertzeichen sind bewegliche Sachen, die unabhängig von ihrem geringen Materialwert meist einen aufgedruckten Geldwert verkörpern und gegen Vorlage den Inhaber zum Empfang einer Leistung berechtigen oder eine erbrachte Leistung nachweisen.

## Allgemeines
Der Rechtsbegriff der Wertzeichen taucht im Straf-, Steuer- und Wertpapierrecht auf. Im Strafrecht geht es um die Fälschung von Wertzeichen, im Steuerrecht um ihre Pfändbarkeit. Im Wertpapierrecht sind Wertzeichen als bewegliche Sachen übertragbar, ihr Aussteller verpflichtet sich, die Wertzeichen als Geldwerte anzunehmen und gegebenenfalls als Gegenleistung für sie eine Leistung zu erbringen (etwa bei Briefmarken die Briefbeförderung). Andererseits kann die Verwendung einer Steuermarke bedeuten, dass eine Steuer entrichtet worden ist.

## Rechtsfragen
Der Gebrauch des Begriffs und sein Begriffsinhalt sind in der Fachliteratur uneinheitlich. Eugen Ulmer zählt zu den Wertzeichen lediglich „Urkunden mit öffentlich-rechtlichem Charakter“, während er privatwirtschaftliche Urkunden von ihm als „Inhaberkarten“ oder „Inhabermarken“ bezeichnet werden. Paul Laband wiederum unterteilte die Wertzeichen in „Geldmarken“ und „Wertmarken“, wobei der Unterschied in ihrem Geltungsbereich liegt. Wolfgang Zöllner nennt sie „Inhaberzeichen“, die als Legitimationspapiere den Inhaber berechtigen, die bezahlte Leistung zu empfangen, ohne dass der Veranstalter die Berechtigung des Vorlegers prüfen muss.

## Arten
Es kann unterschieden werden zwischen amtlichen (öffentlich-rechtlichen) und privatrechtlichen Wertzeichen:
- Amtliche Wertzeichen stammen von einem öffentlich-rechtlichen Aussteller und weisen die Zahlung von Gebühren, Abgaben oder Steuern nach. Dazu zählen Gebührenmarken, Gerichtskostenmarken, Stempelmarken, früher: Wechselsteuermarken.
- Privatrechtliche Wertzeichen sind insbesondere Eintrittskarten, Fahrscheine (insbesondere im ÖPNV), Garderobenmarken, Gutscheine, Jetons, Lotterielose, Postwertzeichen (umgangssprachlich Briefmarken genannt) oder Rabattmarken.

Sonderfälle: Eintrittskarten zu Hauptversammlungen werden dem Aktionär aufgrund des Nachweises über den Aktienbesitz durch Hinterlegung bei einer Verwahrstelle von der Aktiengesellschaft ausgestellt. Die Bordkarte des Flugverkehrs ist eine Eintrittskarte, die aufgrund eines gültigen Flugtickets am Check-in-Schalter durch die Fluggesellschaft ausgestellt wird und beim Boarding den Passagier zum Eintritt in das Flugzeug berechtigt.
Die Wertzeichen gehören steuerrechtlich zu den Wertpapieren im Sinne des § 286 AO, so dass auch sie gepfändet werden können. Eintrittskarten, Fahrkarten und andere Wertpapiere, die für die Inanspruchnahme öffentlicher Einrichtungen erworben werden (z. B. Theaterkarten der städtischen Bühnen, Fahrkarten der öffentlichen Verkehrsbetriebe), sind umsatzsteuerrechtlich keine amtlichen Wertzeichen im Sinne von § 4 Nr. 8 lit. i UStG. Es handelt sich nicht um Mittel zur Zahlung öffentlich-rechtlicher Abgaben. Sie stellen lediglich Belege für im Voraus gezahlte Gegenleistungen für bestimmte Leistungen dar und nicht Zahlungsmittel, mit denen noch eine Zahlungsverpflichtung erfüllt werden muss.
Nach allgemeiner Ansicht sind amtliche Wertzeichen im Sinne des § 148 StGB vom Staat oder einer Körperschaft des öffentlichen Rechts ausgegebene Zeichen, die öffentlichen Glauben genießen und die Zahlung von Gebühren, Steuern und Abgaben nachweisen. Sie müssen einen bestimmten Geldwert verkörpern und in dem Sinne öffentlichen Glauben genießen, dass sie im Rahmen ihrer bestimmungsgemäßen Verwendung den ihnen zugedachten Beweis für und gegen jedermann erbringen.

## Wirtschaftliche Aspekte
Bei Wertzeichen ist nicht ihr – meist geringer – Materialwert, sondern der von ihnen verkörperte Geldwert für die Wertbestimmung maßgebend. Der Geldwert ist beispielsweise beim Handel mit Eintrittskarten auf dem grauen Markt Maßstab für ihren Marktpreis. Einige Wertzeichen können von Leistungsautomaten ausgegeben werden (insbesondere Briefmarken). Briefmarken sind keine Waren (und werden deshalb genau genommen nicht von Warenautomaten ausgegeben), sondern gehören zu den Wertzeichen.
Als Kassenbestand sind bei Kreditinstituten gemäß § 12 Abs. 1 RechKredV neben gesetzlichen Zahlungsmitteln und Sorten auch Postwertzeichen und Gerichtsgebührenmarken zu bilanzieren. Das gilt auch für Nichtbanken.

## Abgrenzung
Wertzeichen sind keine Wertpapiere; für letztere gibt es umfangreiche wertpapierrechtliche Vorschriften. Bei Wertpapieren ist die Inhaberschaft am Wertpapier Voraussetzung für die Geltendmachung des in ihm verbrieften Rechts. Anders als bei Wertzeichen muss der Inhaber eines Wertpapiers bei der Geltendmachung des verbrieften Rechts das Wertpapier dem Aussteller zum Zwecke der Prüfung der Berechtigung des Vorlegers übergeben.